# Bothriomyrmex menozzii
Bothriomyrmex menozzii é uma espécie de inseto do gênero Bothriomyrmex, pertencente à família Formicidae.